# デュフール効果
デュフール効果（デュフールこうか）とは、原子の熱拡散により温度勾配が発生する現象のことである。デフォー効果とも呼ばれる。
2種類の気体の混合気体に濃度勾配を与えた場合に生じる現象であり、ソレー効果の逆の現象である。この効果は1873年にフランスのルイス・デュフールによって発見され、理論的に理解されたのは1940年代のことである。ソレー効果と比べて工学的に応用されることが少なかったが、その後の研究によりヒートポンプに活用可能であることが判明した。具体的には、2種類の気体を混合した気体の系に電場を加え、一方の境界に高温熱浴を接触させてから、電場を切り、系の両端にそれぞれ低温熱浴と高温熱浴を接触させることを繰り返す。こうすることによりデュフール効果が発生し、低温熱浴から高温熱浴に断続的に熱が汲み上げられる。